# Sentrum (Oslo)

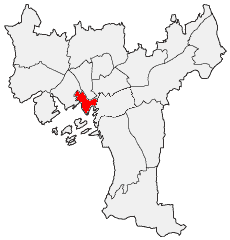
Lage von Sentrum in Oslo

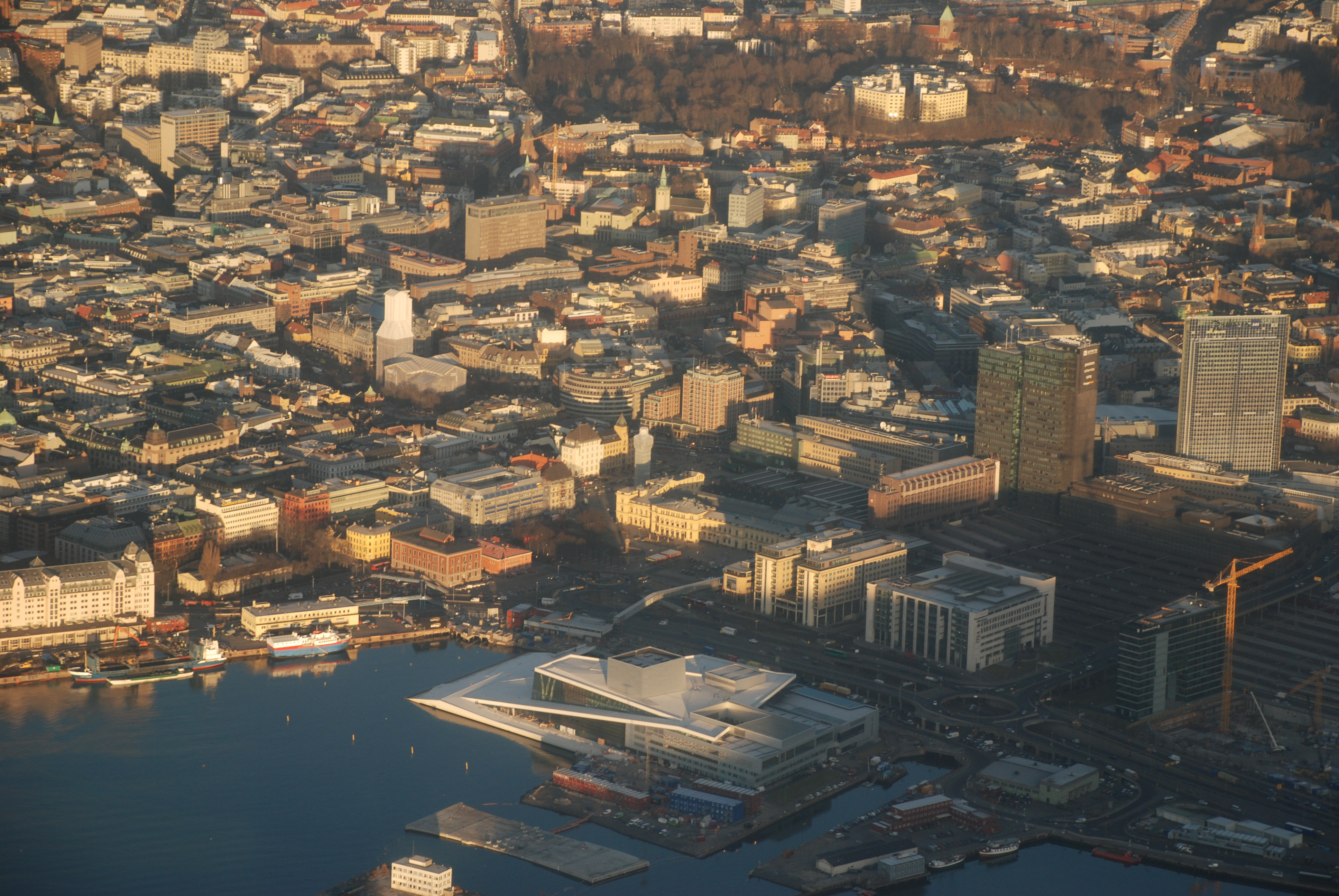
Sentrum von Oslo mit der Oper im Vordergrund

Sentrum ist eine administrative Einteilung der norwegischen Hauptstadt Oslo, hat aber nicht den Status eines Stadtteiles. Es hat 1.471 Einwohner (2020) und eine Fläche von 1,8 km². Das Stadtzentrum wurde bei der Unterteilung 1988 keinem Bezirk zugewiesen, weil die Landzuteilung des Stadtzentrums weiterhin in der Verantwortung des Stadtrats liegen sollte und nicht einer Stadtteilverwaltung. Die Gesundheits- und Sozialdienste für die Einwohner von Sentrum werden seit der Stadtteilreform im Jahr 2004 vom Stadtteil St. Hanshaugen abgedeckt.